# Cheust
Cheust é uma comuna francesa na região administrativa de Occitânia, no departamento dos Altos Pirenéus. Estende-se por uma área de 3,06 km². Em 2010 a comuna tinha 88 habitantes (densidade: 28,8 hab./km²).